# عباس امام‌جمعه
عباس امام‌جمعه (زادۀ ۱۳۴۵ در تهران) یک قاری قرآن ایرانی و از برگزیدگان مسابقات بین‌المللی قرآن کریم مالزی و عربستان است.

## اطلاعات شخصی
عباس امام‌جمعه متولد ۱۳۴۵ در تهران است. وی  دارای تحصیلات کارشناسی علوم قرآن و حدیث می‌باشد.
در پیشینۀ کاری وی، معاونت تولید شورای قرآن صدا و سیما به ثبت رسیده است.

## استادان
عباس امام‌جمعه از آموزش‌های استادانی مانند بیوک اصل‌محمدی، ابراهیم پورفرزیب (مولایی) و یحیی علی‌مردانی استفاده کرده‌است.

## فعالیت‌های قرآنی
- عضویت در شورای عالی قرآن صدا و سیما
- تلاوت در محافل قرآنی در نقاط مختلف ایران.
- تلاوت ترتیل کل قرآن کریم (یکی از ترتیل های اصیل و تجویدی مورد تأییدِ منتشر شده در جمهوری اسلامی ایران)

## سفرهای تبلیغی
وی علاوه بر حضور در بسیاری از محافل قرآنی جمهوری اسلامی ایران، جهت اجرای برنامه‌های قرآنی، به کشورهای زیادی از جمله: مالزی، عربستان، انگلستان، استرالیا، چین، آلمان، اتریش،
تایلند، تانزانیا، آفریقای جنوبی، فیلیپین، امارات متحده عربی، قطر، بحرین و … سفر کرده‌است.

## دستاوردها
- رتبه دوم مسابقات سراسری قرآن کریم جمهوری اسلامی ایران در سال ۱۳۶۸
- رتبه اول مسابقات بین‌المللی قرآن کریم مالزی در سال ۱۳۶۸[۱][۲]
- رتبه دوم مسابقات بین‌المللی قرآن کریم عربستان در سال ۱۳۷۰
- دریافت نشان خادم قرآنی نمایشگاه بین‌المللی قرآن کریم در سال ۱۳۸۶